# Piazza Garibaldi (Busto Arsizio)
Piazza Giuseppe Garibaldi è una piazza posta a est del centro storico della città di Busto Arsizio, in provincia di Varese. Sorge dove in passato esisteva il cosiddetto Prato di Porta Milano, già Prato di Basilica (Pratum de Baxilica), ovvero lo spiazzo all'esterno dell'omonima porta cittadina dal quale, proseguendo verso oriente, si poteva raggiungere quella che oggi è la Strada Statale 33 del Sempione e quindi, proseguendo verso sudest, la città di Milano.

## Storia
Il suddetto Pratum de Baxilica si trova citato nel Libro della Decima del 1399 e su di esso affacciava la Porta Basilica,  restaurata nel 1613 dal conte Luigi Marliani, poi nuovamente nel 1727 da Carlo Marliani e infine demolita nel 1861. Nel Catasto del 1857 per la piazza si trova la denominazione di Prato di Porta Milano, nome che fu cambiato nel 1860 con l'intitolazione a Giuseppe Garibaldi per le celebrazioni dell'impresa dei Mille.

### La piazza a cavallo del XIX e XX secolo
La piazza Garibaldi raggiunse l'apice del suo splendore tra la fine del XIX e i primi decenni del XX secolo. A differenza delle più centrali piazze San Giovanni e Santa Maria, infatti, la piazza Garibaldi, posta all'esterno dell'antico borgo, entrò a far parte del tessuto urbano nel XX secolo, quando lo sviluppo industriale legato soprattutto al settore tessile portò a un'espansione della città verso est. Nel 1880 divenne operativa la tranvia Milano-Gallarate che dalla via 20 settembre entrava nel centro cittadino passando proprio dalla piazza Garibaldi. Inoltre, all'inizio del XIX secolo entrò in servizio la stazione ferroviaria della Società per le Strade Ferrate del Mediterraneo, posta all'incrocio dall'odierno Viale della Gloria (all'epoca sedime ferroviario) e della stessa via 20 settembre che conduceva fino alla statale del Sempione. Chi dunque arrivava da Milano su strada o in treno, aveva il suo primo approccio con la città proprio in piazza Garibaldi, che all'epoca era più ampia rispetto a quella visibile oggi.

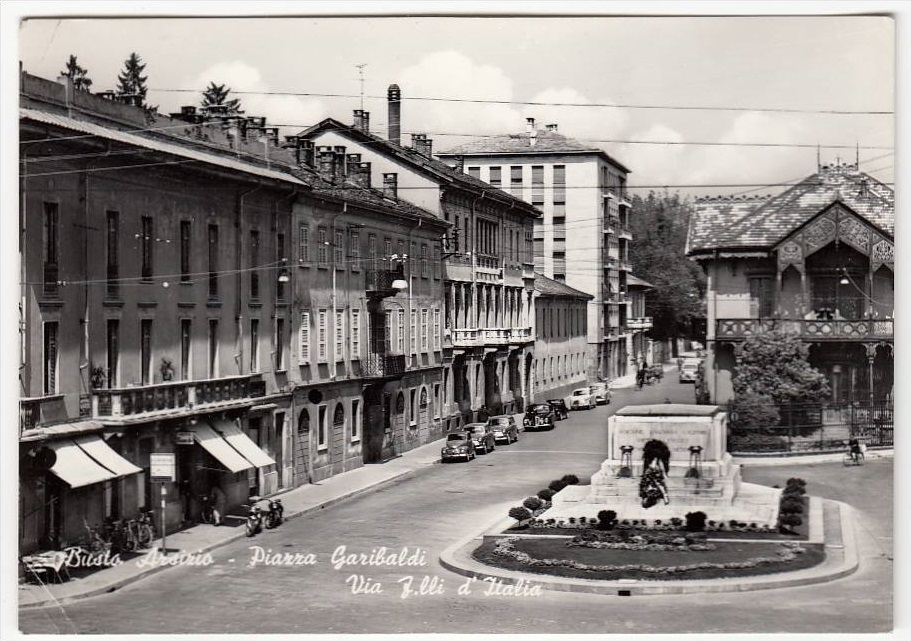
Il Caffè Stoppa (a sinistra) e lo chalet Candiani (a destra) alle spalle del basamento del monumento ai Caduti fuso nel 1942.

Erano già presenti lungo il perimetro della piazza delle abitazioni di diversi impostazioni stilistiche che rispecchiavano la crescita industriale che la città stava vivendo da alcuni decenni. Risalgono invece agli ultimi anni dell'Ottocento i primi edifici eretti per dare un diverso assetto alla piazza. Furono opera dell'ingegner Guglielmo Guazzoni che in uno di essi, di proprietà degli eredi di Antonio Candiani e ancora riconoscibile tra le vie 20 settembre e Galileo Galilei, abitava e aveva lo studio. Si trattava di edifici quasi privi di elementi decorativi, caratteristica tipica della maggior parte dei progetti del Guazzoni. È attribuibile a lui anche lo chalet voluto da Carlo Candiani come sua abitazione in piazza Garibaldi: era senza dubbio l'edificio più inusuale della piazza e ricordava nello stile un vero e proprio chalet di montagna.
Anche l'industriale Enrico Candiani, probabilmente parente stretto del precedente, fece erigere per la sua famiglia, all'imbocco della via Fratelli d'Italia, un palazzo di tre piani su progetto dell'architetto Camillo Crespi Balbi, allievo di Camillo Boito al Politecnico di Milano, che gli diede un'impronta di matrice eclettica. Lo stesso Crespi Balbi fu incaricato di rimaneggiare le facciate dell'edificio dove aveva sede l'antico Caffè Cordini, divenuto poi Caffè Stoppa: dopo il suo intervento le pareti dell'edificio presentavano un paramento a graffito e un festigio sull'affaccio all'angolo tra la piazza e la via Milano arricchito da ferri battuti. Tutti gli edifici finora descritti, ad eccezione della casa degli eredi Candiani, furono nel corso dei decenni demoliti.
Tra i professionisti che intervennero sull'assetto della piazza ci fu anche l'architetto Piero Veladini, il quale nel 1903 progettò per i suoi parenti acquisiti Marinoni un palazzo dall'aspetto tardo eclettico con ingresso sulla via 20 settembre, dove trovò sede un magazzino di stoffe denominato "Al Progresso".

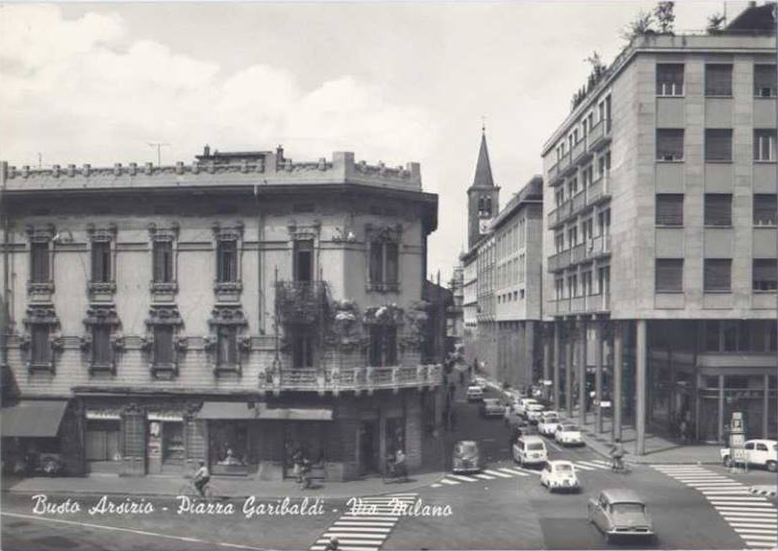
La casa Rena.

Tutti gli altri edifici della piazza furono progettati da Silvio Gambini, anche se firmati, per ragioni burocratiche (Gambini aveva solo il titolo di perito agrimensore), insieme all'ingegner Guglielmo Guazzoni, presso il quale il Gambini lavorava. Tra questi edifici spiccava quello che ospitava il Caffè-ristorante Rena tra le vie Daniele Crespi e Milano: realizzato nel 1906, questo edificio di puro stile Liberty era riconoscibile per gli eleganti cementi e ferri battuti che ne caratterizzavano le facciate. L'edificio fu demolito, non senza polemiche, nei primi anni 1970 insieme all'adiacente Albergo Tre Re posto appena dopo l'imbocco della via Milano. Stessa sorte toccò all'edificio che ospitava il Caffè Commercio, di proprietà di Giovanni Denna, anch'esso caratterizzato da eleganti cementi e sito all'angolo della via Daniele Crespi. Sul lato opposto della strada sorgeva la casa Grippa, edificata nel 1904 e ispirata a modelli viennesi.
Tra i pochi edifici dell'epoca ancora oggi visibili si trova la palazzina Castiglioni, edificata nel 1908 su progetto del Gambini con evidenti richiami allo stile di Giuseppe Sommaruga, nel cui studio il Gambini aveva operato tra il 1906 e il 1908.

### La piazza nel XX secolo

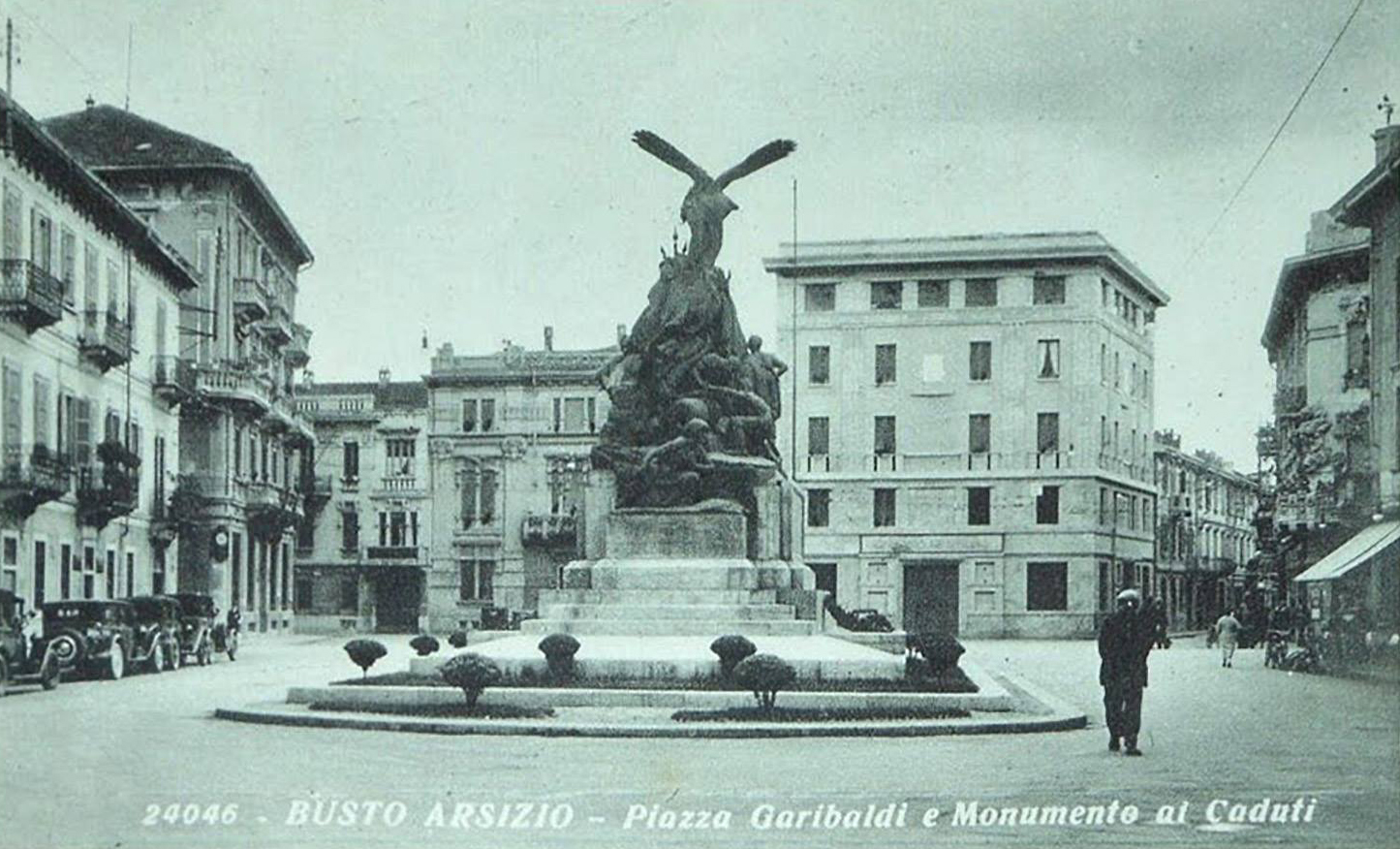
Il monumento ai Caduti al centro della piazza intorno agli anni 1930.

Nel 1927 la piazza si arricchì di un ulteriore elemento caratterizzante: un monumento dedicati ai Caduti della prima guerra mondiale raffigurante la Gloria alata realizzata dallo scultore milanese Orazio Costante Grossoni e inaugurata il 21 giugno 1927 alla presenza di re Vittorio Emanuele III. Questo monumento restò al centro della piazza solo fino al 1942, quando i suoi 60 quintali di bronzo furono fusi e utilizzati per scopi bellici.

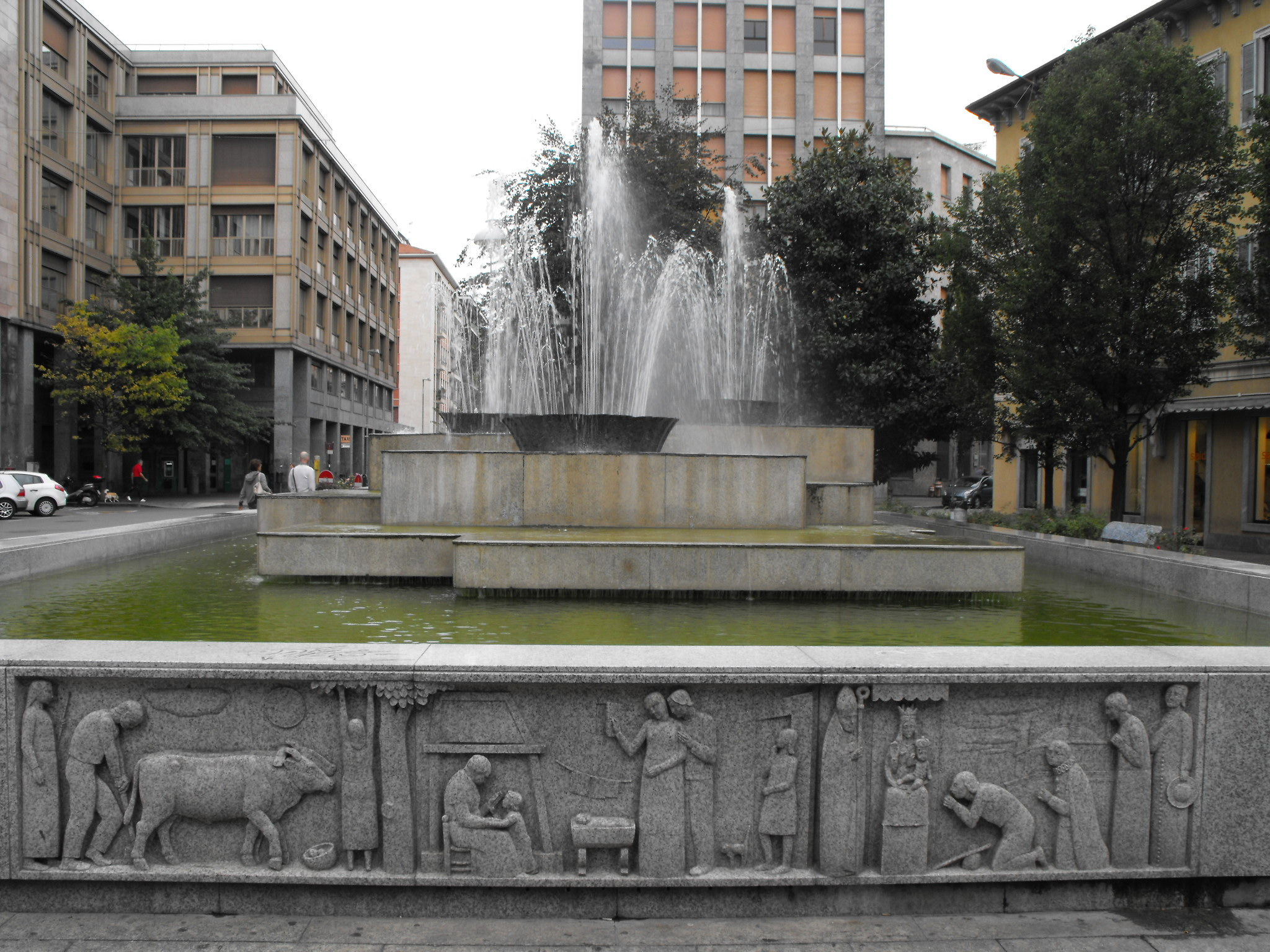
I bassorilievi sul basamento della fontana del centenario.

Nel 1966, nella posizione occupata per 15 anni dalla Gloria alata, lo scultore Giuseppe Rebesco realizzò una fontana per celebrare il centenario dell'elevazione a città di Busto Arsizio. Sul basamento in granito della fontana si trovano tre formelle scolpite raffiguranti i tre valori tipici dei bustocchi: il lavoro, la famiglia e la fede. La fontana fu restaurata nel 2005, inaugurata durante la festa patronale il 24 giugno durante il 140º anniversario dell'elevazione a città. Lo stesso anno fu dismessa la tranvia Milano-Gallarate e i vecchi binari furono successivamente interrati.
Dagli anni 1970, dopo le demolizioni di buona parte degli edifici costruiti all'inizio del secolo, furono realizzati gli edifici di sei e undici piani che oggi dominano la piazza.